# Cântecul partizanilor
„Cântecul Partizanilor” (în franceză Chant des Partisans), sau „Cântecul Eliberării” (în franceză Chant de la Libération), a fost, în timpul celui de-Al Doilea Război Mondial, imnul Rezistenței Franceze în timpul ocupației de către Germania nazistă. Muzica, compusă inițial în 1941 după un text rusesc, se datorează franțuzoaicei Anna Marly, o fostă emigrantă rusă care, în 1940, a părăsit Franța la Londra.
Melodia, fluierată, a devenit, pe 17 mai 1943, indicativul unui program Franța Liberă difuzat de BBC. Versurile în franceză au fost scrise pe 30 mai 1943 de Joseph Kessel, de asemenea de origine rusă, și nepotul său Maurice Druon, care tocmai se alăturase Forțelor Franceze Libere. Germaine Sablon, însoțitoarea lui Kessel la acea vreme, a fost creatorul, interpretând-o a doua zi în filmul de propagandă Three Songs about Resistance.
Manuscrisul original, adus clandestin în Franța în iulie 1943, este clasificat ca monument istoric.

## Istorie

### Melodie și versuri
Își luând inspirația dintr-o melodie populară slavă, cântăreața și compozitoarea Anna Marly, în 1941 la Londra — unde s-a alăturat ca cantinieră voluntară în Forțele Franceze Libere —, compune muzica și scrie versurile unui cântec pe care ea a numit-o Marche des partisans  (Marș al partizanilor), (sau Guerilla Song în engleză ), folosind limba ei maternă rusă. Acest imn al partizanilor (sovietici) este inspirat de rezistența eroică a soldaților ruși de la Smolensk în timpul celui de-al doilea război mondial. În timpul Războiului Civil Rus (1917-1923), cântecul Partizanii a fost cântat, cu cuvinte diferite, de către armatele Roșii și Albe. A fost preluat de armata rusă în timpul celui de-al Doilea Război Mondial și poate să fi inspirat-o pe Anna Marly.
În casa fostului ambasador rus Liouba (sau Lioubov) Krassine, la Londra, Anna Marly cântă „Guerilla Song” în fața lui Bernard (pseudonim de rezistență al lui Emmanuel d’Astier). Îi cere imediat să înceapă din nou, apoi îi spune „asta este nevoie pentru Rezistență, avem nevoie de cuvinte în franceză” cerându-i să revină în seara următoare, înainte să plece în Franța. A doua zi, Joseph Kessel este acolo și Bernard o roagă imediat pe Anna să cânte Guerilla Song. Kessel este entuziasmat „Louba traducea cuvintele. Hârtiile trec între mâini. Fiecare își dă ideea.” Kessel și Druon scriu versiunea finală și, de asemenea, acasă la Liouba, versurile în franceză sunsuntte pentru prima dată de Anna Marly: „Jeff (Kessel) mi-a dat o hârtie: textul francez al Partizanilor [...] L-am încercat... A fost frumos. S-a lipit minunat.”.
Melodia, fluierată, devine, pe 17 mai 1943, indicativul programului Honneur et Patrie, difuzat de două ori pe zi de radioul britanic BBC, apoi semn de recunoaștere în maquis. Aleg sa fluiere melodia, în primul rând pentru a nu fi depistați în timp ce o cântă, dar și pentru că piesa rămâne audibilă în ciuda bruiajului BBC efectuat de nemți. De la prima sa difuzare în aer, Cântecul Partizanilor face o impresie considerabilă.
André Gillois, responsabil pentru difuzarea rezistenței franceze, îi oferă lui Pierre Seghers câteva detalii despre nașterea Cântecului Partizanilor. La 13 mai 1943, subiectul unui indicativ muzical a fost pus în discuție în timpul pregătirii primei emisiuni programate pentru 17 mai. Emmanuel d'Astier de La Vigerie se oferă să o întâlnească pe Anna Marly, care apoi găzduiește — printre alte locuri — un mic club francez din Londra. În aceeași seară, artista îi primește în micuța pensiune pe care o ocupă, 30 Campden Hill Gardens. Ea interpretează șase dintre compozițiile sale la chitară, fără să le cânte. Două melodii — Parisul este al nostru și Cântecul partizanilor - sunt selectate și înregistrate a doua zi, 14 mai. André Gillois clarifică:
„[...] (Anna Marly) adunase câțiva muzicieni pentru, în plus de chitara sa, a forma un mic ansamblu căruia îi adăugase doi fluierători însărcinați cu notele începutului. Totuși acești profesionali fluierau prea bine ca să dea impresia să fie luptători clandestini care ar fluiera mergând pe drumuri. De acea luarăm, d'Astier și eu, decizia de a înlocui specialiștii.”

## Versuri
Primul cuplet este:

Evocare a cântului în pădurea Mirambel, în Corrèze.

„Amice, auzi zborul negru al corbiilor pe câmpuri, 
Amice, auzi strigătele surzi ale țării înlănțuite? 
Ohe ! Voi partizani, lucrători, țărani, e alarma! 
Diseară, dușmanul va ști prețul sângelui și al lacrimilor.”
Sensul versurilor în limba rusă, datorite Annei Marly, este aproape acesta:
„Din pădure în pădure / Drumul lung / Precipiciul 
Și departe, tot sus / Undeva trece luna / Care grăbește
Ne vom duce acolo / Unde păstrunde nici corbul / Nici fiara sălbatică
Nimeni, nicio putere / Nu ne va subjuga / Nu ne va alunga
Răzbunători ai poporului / Vom sfâșia în bucăți / Puterea rea
Să trebuie și ca vântul / Să-ne acopere / Și mormântul... 
Vom merge acolo / Și vom distruge / Rețele inamice
Să știe copiii noștri / Câți dintre noi au căzut / Pentru libertate!”

#### Lucru
- Anna Marly⁠(d) (2000). Mémoires (în franceză) (ed. Tallandier⁠(d)). Paris. p. 188. ISBN 978-2-2350-2279-8..

#### Articole
- Pierre Seghers (1992). „Le Chant des partisans”. Icare⁠(d), revue de l'aviation française (141): 82–89. ISSN 0018-8786..
- Victor Tribot Laspière (lundi 02 décembre 2019). „L'histoire méconnue du Chant des partisans”. France Musique (în franceză). Verificați datele pentru: |date= (ajutor)

### Emisiune radio
- Anna Marly, compozitoarea „Cântecul partizanilor”. Turneu de cântare de Martin Pénet, France Musique, duminică, 17 noiembrie 2019. Ascultă online.